# ウィークエンド (アース・アンド・ファイアーの曲)
「ウィークエンド」（Weekend）は、1979年発表のオランダのポップ・バンドであるアース・アンド・ファイアーの歌である。キーボード担当のジェラルド・クルツ（Gerard Koerts）によりアルバム『Reality Fills Fantasy』のために書かれた。

## アース・アンド・ファイアー・バージョン
「ウィークエンド」はアース・アンド・ファイアーにより1979年の11月にリリースされ、オランダ、スイス、ドイツ、デンマーク、ポルトガルでシングルチャートの1位を獲得した。日本ではシングル未発売。

### 収録曲
| #  | タイトル    | 作詞・作曲         | 時間 |
| -- | ----------- | ------------------ | ---- |
| 1. | 「Weekend」 | ジェラルド・クルツ | 3:35 |

| #  | タイトル      | 作詞・作曲                       | 時間 |
| -- | ------------- | -------------------------------- | ---- |
| 2. | 「Answer Me」 | クリス・クルツ、ベルト・ライテル | 5:16 |

### チャート順位
| チャート (1979年-1980年)          | 最高位 |
| --------------------------------- | ------ |
| オーストリア (Ö3 Austria Top 40)  | 14     |
| ベルギー (Ultratop 50 Flanders)   | 1      |
| デンマーク (IFPI)                 | 1      |
| ドイツ (GfK Entertainment charts) | 1      |
| オランダ (Dutch Top 40)           | 1      |
| ポルトガル (AFP)                  | 1      |
| スイス (Schweizer Hitparade)      | 1      |

| 先代 "Sun of Jamaica" by グームベイ・ダンス・バンド | ドイツ・シングル・チャート ナンバー1・シングル 1980年4月25日 – 1980年5月16日 | 次代 "Der Nippel" by マイク・クルーガー |

## チップス・バージョン
1997年にはスウェーデンのグループ、チップス（Chips）によりカバーされた。B面はインストゥルメンタル版の「Tokyo」が収録されている。

### 収録曲
| #  | タイトル    | 作詞・作曲    | 時間 |
| -- | ----------- | ------------- | ---- |
| 1. | 「Weekend」 | Gerard Koerts | 3:35 |

| #  | タイトル  | 作詞・作曲 | 時間 |
| -- | --------- | ---------- | ---- |
| 2. | 「Tokyo」 | Lasse Holm | 3:00 |

## スクーター・バージョン
「Weekend」はドイツのテクノ・グループ、スクーターによって「Weekend!」としてカバーされた。2003年2月24日に、9枚目のスタジオ・アルバム『The Stadium Techno Experience』（2003年）からの最初のシングルとしてリリースされた。このシングルはドイツで2位に達し、オーストリア、デンマーク、フィンランド、オランダ、ノルウェー、スウェーデンではトップ10ヒットとなった。ノルウェーでは、この曲は10,000枚を超える販売数でプラチナ認定されている。
ミュージック・ビデオ
この曲のビデオは、暗闇に囲まれたロームで覆われた床の照明が当たる部分で撮影されている。スクーターが曲を演奏している間、仏教やキリスト教の僧侶、尼僧、アジアの武道家、ダンスやキスをするトップレスの女性、伝統的なインドの女性ダンサー、ガネーシャが周りで踊っている。H・P・バクスターも、ローマのケントゥリオが着ていた衣装に似た衣装を着ているのが見られる。このビデオは、ドイツでリリースされたCDシングルのマルチメディア部分では検閲された。

### 収録曲
| #  | タイトル                 | 作詞 | 作曲・編曲 | 時間 |
| -- | ------------------------ | ---- | ---------- | ---- |
| 1. | 「Weekend!」(Radio Edit) |      |            | 3:35 |
| 2. | 「Weekend!」(Extended)   |      |            | 5:10 |
| 3. | 「Weekend!」(Club Mix)   |      |            | 6:02 |
| 4. | 「Curfew」               |      |            | 3:14 |

### チャート順位
| チャート (2003年)                               | 最高位 |
| ----------------------------------------------- | ------ |
| オーストラリア (ARIA)                           | 37     |
| オーストリア (Ö3 Austria Top 40)                | 4      |
| ベルギー (Ultratop 50 Flanders)                 | 35     |
| デンマーク (Tracklisten)                        | 4      |
| フィンランド (Suomen virallinen lista)          | 7      |
| ドイツ (GfK Entertainment charts)               | 2      |
| ハンガリー (Single Top 40)                      | 1      |
| アイルランド (IRMA)                             | 14     |
| オランダ (Dutch Top 40)                         | 7      |
| ノルウェー (VG-lista)                           | 3      |
| ルーマニア (Romanian Top 100)                   | 100    |
| スウェーデン (Sverigetopplistan)                | 9      |
| スイス (Schweizer Hitparade)                    | 33     |
| UK インディペンデント (Official Charts Company) | 1      |
| UK シングルス (OCC)                             | 4      |

### 売上認定
| 国/地域                  | 認定     | 認定/売上数 |
| ------------------------ | -------- | ----------- |
| ノルウェー (IFPI Norway) | Platinum | 10,000*     |
| * 認定のみに基づく売上数 |          |             |

## その他のバージョン
1980年、ベルギーのバンド、デ・ストレンジャーズが「Pluchke」というタイトルでこの曲のオランダ語版をリリースした。
この曲はドイツ語版で「Kein Mädchen für das Wochenende」としてリリースされ、最初はコニー・モーリンが歌い、後にダニエラ・ディロウがカバーした。
2002年、キッド・Qは「Weekend」のサンプルを含むシングル「This Feeling」をリリースした。
2008年、ブラッドハウンド・ギャングがスクーターの「Weekend!」のカバー・バージョンをリリースした。
2012年、ベルギーのエレクトロ・プロデューサー、ミッキーがシルヴィー・"ビリー"・クルーシュをフィーチャーしたオリジナル曲のカバー・バージョンをリリースした。